# Giancarlo Primo
Pour les articles homonymes, voir Primo.
Giancarlo Primo (né le 4 novembre 1924, à Rome et mort le 27 décembre 2005, à Civita Castellana, en Italie) est un joueur et entraîneur italien de basket-ball.

## Biographie
Primo participa en tant que joueur avec l'équipe d'Italie, aux Jeux olympiques 1948, au championnat d'Europe 1947 et 1949.
À l'issue de sa carrière de joueur, il devient entraîneur assistant de l'équipe d'Italie, participant aux Jeux olympiques 1960, 1964, 1968, au championnat d'Europe 1959, 1963, 1965 et 1967. De 1969 à 1979, il devient sélectionneur de l'équipe d'Italie, remportant deux médailles de bronze lors des Championnats d'Europe 1971 et 1975. Il dirige également la sélection italienne lors des Jeux olympiques 1972 et 1976, ainsi qu'au championnat du monde 1970, 1978 et à 6 championnats d'Europe. Au total, Primo dirigea 238 rencontres de la sélection italienne. Sous ses ordres, l'équipe d'Italie battit pour la première fois l'équipe des États-Unis en 1970 et l'équipe d'URSS en 1977.
Après 1979, il entraîne plusieurs clubs : Magnadyne Livorno, de 1980 à 1982, remportant la coupe intercontinentale 1982, puis Cantù lors de la saison 1982-1983, gagnant l'coupe d'Europe des clubs champions, le S.Benedetto Gorizia lors de la saison 1983-1984, le Peroni Livorno, de nouveau, lors de la saison 1984-1985 et la Virtus Roma de 1987 à 1989. En 2007, il est intronise au FIBA Hall of Fame en tant qu'entraîneur.